# Governatore della Banca nazionale della Romania
Il governatore della Banca nazionale della Romania (in romeno Guvernatorul Băncii Nationale a României) è il capo della Banca nazionale della Romania, ed è anche il presidente del consiglio di amministrazione della Banca. La carica ha una durata di cinque anni.
Il governatore più longevo è Mugur Isărescu nominato nel 1990 ed ancora in carica essendogli stata riconfermata più volte la fiducia da diversi governi rumeni.

## Governatori
| N°   | Governatore                     | Inizio            | Fine              | Titolo |  |
| ---- | ------------------------------- | ----------------- | ----------------- | --- |  |
| 1    | Ion Câmpineanu                  | 15 luglio 1880    | 1º dicembre 1882  | Governatore della Banca nazionale della Romania Guvernator al Băncii Naţionale a României                                                           |  |
| 2    | Anton Carp                      | 1º dicembre 1882  | 27 febbraio 1888  | Governatore della Banca nazionale della Romania Guvernator al Băncii Naţionale a României                                                           |  |
| (1)  | Ion Câmpineanu                  | 28 febbraio 1888  | 15 novembre 1890  | Governatore della Banca nazionale della Romania Guvernator al Băncii Naţionale a României                                                           |  |
| 3    | Theodor Rosetti                 | 19 novembre 1890  | 21 novembre 1895  | Governatore della Banca nazionale della Romania Guvernator al Băncii Naţionale a României                                                           |  |
| (2)  | Anton Carp                      | 21 novembre 1895  | 17 novembre 1899  | Governatore della Banca nazionale della Romania Guvernator al Băncii Naţionale a României                                                           |  |
| 4    | Mihail C. Şutzu                 | 18 novembre 1899  | 31 dicembre 1904  | Governatore della Banca nazionale della Romania Guvernator al Băncii Naţionale a României                                                           |  |
| (2)  | Anton Carp                      | 1º gennaio 1905   | 12 marzo 1907     | Governatore della Banca nazionale della Romania Guvernator al Băncii Naţionale a României                                                           |  |
| 5    | Theodor Ştefănescu              | 12 March 1907     | 1º novembre 1909  | Governatore della Banca nazionale della Romania Guvernator al Băncii Naţionale a României                                                           |  |
| (2)  | Anton Carp                      | 1º novembre 1909  | 21 gennaio 1914   | Governatore della Banca nazionale della Romania Guvernator al Băncii Naţionale a României                                                           |  |
| 6    | Ioan Bibicescu                  | 21 febbraio 1914  | 11 dicembre 1916  | Vicegovernatore della Banca nazionale della Romania Viceguvernator al Băncii Naţionale a României                                                   |  |
| 6    | Ioan Bibicescu                  | 11 dicembre 1916  | 31 dicembre 1921  | Governatore della Banca nazionale della Romania Guvernator al Băncii Naţionale a României                                                           |  |
| 7    | Mihail Oromolu                  | 1º gennaio 1922   | 31 dicembre 1926  | Governatore della Banca nazionale della Romania Guvernator al Băncii Naţionale a României                                                           |  |
| 8    | Dimitrie Burillianu             | 1º gennaio 1927   | 9 marzo 1931      | Governatore della Banca nazionale della Romania Guvernator al Băncii Naţionale a României                                                           |  |
| 10   | Constantin Angelescu            | 9 marzo 1931      | 10 giugno 1931    | Governatore della Banca nazionale della Romania Guvernator al Băncii Naţionale a României                                                           |  |
| 11   | Mihail Manoilescu               | 14 luglio 1931    | 27 novembre 1931  | Governatore della Banca nazionale della Romania Guvernator al Băncii Naţionale a României                                                           |  |
| (10) | Constantin Angelescu            | 27 novembre 1931  | 3 febbraio 1934   | Governatore della Banca nazionale della Romania Guvernator al Băncii Naţionale a României                                                           |  |
| 12   | Grigore Dimitrescu              | 3 febbraio 1934   | 26 luglio 1935    | Governatore della Banca nazionale della Romania Guvernator al Băncii Naţionale a României                                                           |  |
| 13   | Dumitru (Mitiţa) Constantinescu | 23 settembre 1935 | 17 settembre 1940 | Governatore della Banca nazionale della Romania Guvernator al Băncii Naţionale a României                                                           |  |
| 14   | Alexandru Ottulescu             | 17 settembre 1940 | 1º aprile 1944    | Governatore della Banca nazionale della Romania Guvernator al Băncii Naţionale a României                                                           |  |
| (10) | Constantin Angelescu            | 1º aprile 1944    | 30 settembre 1944 | Governatore della Banca nazionale della Romania Guvernator al Băncii Naţionale a României                                                           |  |
| 15   | Ion Lapedatu                    | 30 settembre 1944 | 14 marzo 1945     | Governatore della Banca nazionale della Romania Guvernator al Băncii Naţionale a României                                                           |  |
| 16   | Constantin Tătăranu             | 14 marzo 1945     | 21 maggio 1946    | Governatore della Banca nazionale della Romania Guvernator al Băncii Naţionale a României                                                           |  |
| 17   | Tiberiu Moşoiu                  | 21 maggio 1946    | 8 novembre 1947   | Governatore della Banca nazionale della Romania Guvernator al Băncii Naţionale a României                                                           |  |
| 18   | Aurel Vijoli                    | 18 novembre 1947  | 5 marzo 1952      | Governatore della Banca nazionale della Romania Guvernator al Băncii Naţionale a României                                                           |  |
| 19   | Anton Moisescu                  | 5 marzo 1952      | 23 maggio 1953    | Presidente della Banca dello Stato della Repubblica Popolare Rumena ' Preşedinte al Băncii de Stat a Republicii Populare Române                     |  |
| 20   | Petre Bălăceanu                 | 23 maggio 1953    | 4 febbraio 1956   | Presidente della Banca dello Stato della Repubblica Popolare Rumena ' Preşedinte al Băncii de Stat a Republicii Populare Române                     |  |
| 21   | Marin Lupu                      | 4 febbraio 1956   | 27 marzo 1957     | Presidente della Banca dello Stato della Repubblica Popolare Rumena ' Preşedinte al Băncii de Stat a Republicii Populare Române                     |  |
| 22   | Petre Bălăceanu                 | 27 marzo 1957     | 4 novembre 1957   | Presidente della Banca dello Stato della Repubblica Popolare Rumena ' Preşedinte al Băncii de Stat a Republicii Populare Române                     |  |
| 23   | Marin Lupu                      | 4 novembre 1957   | 23 gennaio 1959   | Presidente della Banca dello Stato della Repubblica Popolare Rumena ' Preşedinte al Băncii de Stat a Republicii Populare Române                     |  |
| 24   | Coloman Maiorescu               | 23 gennaio 1959   | 1º aprile 1963    | Presidente delegato della Banca dello Stato della Repubblica Popolare Rumena Preşedinte cu delegaţie al Băncii de Stat a Republicii Populare Române |  |
| 25   | Vasile Malinschi                | 1º aprile 1963    | 20 settembre 1977 | Governatore della Banca Nazionale della Repubblica Socialista Rumena Guvernator al Băncii Naţionale a Republicii Socialiste România                 |  |
| 26   | Vasile Răuţă                    | 20 settembre 1977 | 16 marzo 1984     | Governatore della Banca Nazionale della Repubblica Socialista Rumena Guvernator al Băncii Naţionale a Republicii Socialiste România                 |  |
| 27   | Florea Dumitrescu               | 16 marzo 1984     | 17 marzo 1989     | Governatore della Banca Nazionale della Repubblica Socialista Rumena Guvernator al Băncii Naţionale a Republicii Socialiste România                 |  |
| 28   | Decebal Urdea                   | 31 marzo 1989     | 4 settembre 1990  | Governatore della Banca Nazionale della Repubblica Socialista Rumena Guvernator al Băncii Naţionale a Republicii Socialiste România                 |  |
| 29   | Mugur Constantin Isărescu       | 4 settembre 1990  | 22 dicembre 1999  | Governatore della Banca nazionale della Romania Guvernator al Băncii Naţionale a României                                                           |  |
|      | Eugen Iota Ghizari (interim)    | 22 dicembre 1999  | 28 dicembre 2000  | Governatore della Banca nazionale della Romania Guvernator al Băncii Naţionale a României                                                           |  |
| (29) | Mugur Constantin Isărescu       | 28 dicembre 2000  |                   | Governatore della Banca nazionale della Romania Guvernator al Băncii Naţionale a României                                                           |  |